# It's My Life Tour
It's My Life Tour foi uma turnê da banda Tin Machine, começando em 5 de outubro de 1991 após dois shows de aquecimento, um show de imprensa e três para a indústria musical. O itinerário da turnê incluiu doze países e sessenta e nove performances, sendo maior do que a discreta Tin Machine Tour, de 1989. A banda propositadamente se apresentou em locais menores, com menor capacidade de público, para que pudessem focar na música, sem aparatos teatrais, mudança drástica de Glass Spider e Sound + Vision, turnês anteriores de Bowie. Bowie também queria evitar tocar em grandes espaços para que seus fãs não aparecessem "esperando que eu tocaria as músicas antigas, ou algo assim. Não queremos esse sentimento."